# Bhuvanaikabahu III
Bhuvanaikabahu III, aussi connu sous le nom de Vanni Buvaneka Bahu, est le 8e roi de Dambadeniya, dans l'actuel Sri Lanka.

## Étymologie
Le nom provient de la langue pali, propre au bouddhisme Theravada pratiqué au Sri Lanka, dont l'écriture est en Devanagari. La transcription en langue latine peut donc donner des résultats différents, selon le mot est transcrit traditionnellement ou en ISO 15919.
Le nom du roi Bhuvanaikabahu peut se décomposer en 2 mots :
- Le mot Bhuvanaika peut aussi se transcrire aussi Buvaneka, Buwaneka
- Le mot Bâhu peut aussi se transcrire Bãhu, Bâhu, Baahu ou Bahu.

## Biographie
On ignore tout de ce roi qui règne de vers 1326/32 à 1335 Selon certaine tradition il serait le fils de Parakramabahu IV et d'une épouse musulmane et était connu sous le nom de Vathimi Raja mais il s'agit vraisemblablement d'un confusion avec le roi antérieur Parakramabahu II.

### Remarque sur les sources historiques
- Livres en pali : Culavamsa et Rajaveliya. Les dates de règne des rois de Dambadeniya sont différents entre ces 2 livres.